# Tröndel
Tröndel ist eine Gemeinde im Kreis Plön in Schleswig-Holstein.
Neben Tröndel besteht die Gemeinde aus den Ortschaften Emkendorf, Gleschendorf und Stubbenrade sowie den Ausbauten Blankenwater, Diekenbusch, Jägerberg, Petersberg, Redderkrug und Torfmoorhaus.

## Geografie und Verkehr
Tröndel liegt etwa fünf Kilometer nordwestlich von Lütjenburg. Durch die Gemeinde verläuft die Weddelbek. Die Ostsee ist etwa vier Kilometer entfernt.

## Geschichte
Die heutige Gemeinde entstand 1928 im Rahmen der Auflösung der historischen Gutsbezirke. Der Name Tröndel stammt von der niederdeutschen Bezeichnung "Tründel" für eine runde Holzscheibe und erklärt sich wohl aus der Lage auf einem entsprechend geformten flachen Hügel.
Emkendorf, der nach Einwohnern größte Ortsteil, wurde 1268 erstmals als Emkendörp erwähnt. Der Ortsname ist vermutlich auf einen Imeko als Ortsgründer zurückzuführen, dessen Name sich wiederum von ″Irmin″ (″groß″, "gewaltig") ableitet.
Gleschendorf wurde 1433 erstmals im Lübschen Zehntregister als Gleskendorpe erwähnt, benannt nach einem Slawen namens Goleska oder Goliska.
Die Geschichte der auf der Gemarkung der heutigen Gemeinde Tröndel liegenden Orte ist eng verbunden mit dem Gut Neuhaus, dem größten Gut Holsteins, das, neben anderen, die Orte Giekau, Emkendorf, Gleschendorf und Dransau umfasste. Der Gutshof Neuhaus bei Giekau wurde um 1500 von den Rantzaus erbaut und blieb bis 1738 in deren Besitz, als es, inzwischen mit Schulden belastet, an Detlev Brockdorff fiel, Ehemann von Dorothea Rantzau. Detlev Brockdorf starb 1748 und über seine Tochter Christine Magdalena kam Gut Neuhaus an Friedrich von Hahn aus mecklenburgischem Adel, dessen Sohn Graf Friedrich von Hahn das Gut in ein Familienfideikommiss umwandelte. Nachdem Hostein 1867 an Preußen gefallen war, gehörte Gut Neuhaus zum neu eingerichteten Kreis Plön. Im Jahre 1910 lebten im gesamten Gutsbezirk 1370 Einwohner. Das Gesetz über die Regelung verschiedener Punkte des Gemeindeverfassungsrechts vom 27. Dezember 1927 sorgte dann schließlich für die Auflösung des Gutsbezirks, aus dem Landgemeinden gebildet wurden, darunter die Gemeinde Tröndel. 1933 lebten in Trödel 348 Einwohner, 1939 waren es 339.

## Politik

### Gemeindevertretung
Bei der Kommunalwahl 2023 errang die Unabhängige Wählergruppe Tröndel alle neun Sitze in der Gemeindevertretung. Die Wahlbeteiligung betrug 69,0 Prozent.

### Wappen
Blasonierung: „Von Silber und Blau schräglinks geteilt, darin in verwechselten Farben je eine Wasserschwertlilie.“